# Benedikt Schubiger
Benedikt Schubiger (* 9. November 1801 in Uznach; † 27. Oktober 1859 in Zürich) war ein Schweizer Politiker und Unternehmer. Von 1851 bis zu seinem Tod gehörte er dem Nationalrat an.

## Biografie
Schubiger war der Sohn eines Wirts und Metzgers. Er besuchte die Lateinschule in Uznach, später eine höhere Schule in Besançon. Danach war er als Sekretär des Bezirksstatthalters des Seebezirks tätig. Er war ausserdem Posthalter und Gastwirt. Als Besitzer des Monopols auf den Abbau und Handel von Schieferkohle in Gommiswald wurde er sehr vermögend. In Uznach tätigte er umfangreiche Immobilienkäufe. Unter anderem ersteigerte er 1844 den Rohbau des Posthotels «Linthof». Er liess das Gebäude fertigstellen und umfangreiche Stallungen errichten. Bis zur Eröffnung der Bahnstrecke Rapperswil–Ziegelbrücke im Jahr 1859 war der «Linthof» ein wichtiger Etappenort auf der Route zwischen Zürich und Chur. Ebenso war Schubiger Mitgründer der Textilfärberei Rotfarb und der Spar- und Leihkasse des Seebezirks.
Auf kommunaler Ebene war Schubiger ab 1835 als Präsident der Burgerschaft tätig, von 1849 bis 1851 als Präsident der Ortsgemeinde und ab 1849 der katholischen Kirchgemeinde. Ebenso war er Vorsitzender des Untergerichts des Seebezirks und ab 1856 Beistand des Klosters Berg Sion. Er vertrat liberale politische Ansichten und wurde 1837 in den Grossen Rat des Kantons St. Gallen gewählt, dem er zunächst bis 1839 und erneut von 1853 bis 1857 angehörte. Insbesondere setzte er sich für den Strassenbau und eine gemischtkonfessionelle Kantonsschule ein. Schubiger kandidierte mit Erfolg bei den Nationalratswahlen 1851 und vertrat daraufhin bis zu seinem Tod den Wahlkreis St. Gallen-West.